# الريد (المخادر)

تعديل مصدري - تعديل

الريد هي إحدى قرى عزلة بني سرحة بمديرية المخادر التابعة لمحافظة إب، بلغ تعداد سكانها 440 نسمة حسب تعداد اليمن لعام 2004.